# Carmen Bolea Foradada
Carmen Bolea Foradada,  Ayerbe (Osca) 1935, fou una infermera que va crear una Escola de Dames de Sanitat Militar a Lleida.

## Biografia
Carmen Bolea va estudiar a la Facultat de Medicina i a l'Hospital Militar de Saragossa, obtenint la titulació d’ Ajudant Tècnic Sanitari (ATS) l’any 1959. Durant la seva formació a Saragossa, va conèixer el cos de Dames Voluntàries de Sanitat Militar i s'hi va unir per vocació i patriotisme.
El primer treball com a infermera va ser a la Residencia Sanitaria Enrique Sotomayor actual Hospital de Cruces, a Bilbao, on va cursar una formació en gestió d'un any per qualificar-se com a cap d'infermeria.
L'any 1960, va treballar a la Residencia Sanitaria General Moscardó de Lleida, actual Hospital Universitari Arnau de Vilanova, on va exercir com a supervisora del servei de quiròfan i esterilització. Posteriorment, va assumir la direcció d'infermeria del centre, compartida amb la Madre Segunda Amor, superiora de la comunitat de germanes religioses Franciscanes Missioneres Mare del Diví Pastor. Com a cap d'infermeria, Bolea organitzava les cartelleres de treball, gestionava la contractació de nou personal i vetllava per la qualitat del servei d'infermeria.
L'any 1975, el comandant doctor Manuel Bueno li proposà crear una Escola de Dames de Sanitat Militar a Lleida, repte que ella accepta. El programa d'estudis durava dos anys i incloïa tant formació sanitarària com castrense. Entre 1975 i 1989, es van formar 13 promocions amb un total de 149 diplomades.
Amb motiu del desè aniversari de la creació de l'Escola, l'any 1986 es decideix donar nom al col·lectiu de Damas Auxiliars de Lleida. El personatge escollit va ser Maria Sauret, dona lleidatana que, segons recullen les cròniques, va mostrar un gran valor a la defensa de Lleida el 1707 durant la Guerra de Successió. Aquest nom va ser incorporat al banderí que, juntament amb la creu de Malta, simbolitzaven i distingien les dames voluntàries de sanitat militar de Lleida.
Carmen Bolea va continuar treballant fins a la seva jubilació l'any 2000, com a personal del Govern Militar de Lleida.

## Homenatges i reconeixements
L'any 1984, la Capitania General de Barcelona va proposar a Narcís Serra, ministre de Defensa, que li fos concedida la "Cruz del Mérito Militar con distintivo blanco de primera clase" per la seva dedicació i treball en el Cos Especial de Dames Auxiliars de Sanitat Militar.